# Речкинский сельсовет
Речкинский сельсовет — упразднённые административно-территориальная единица и муниципальное образование (сельское поселение) в Белозерском районе Курганской области.
Административный центр — село Речкино.
9 января 2022 года сельсовет был упразднён в связи с преобразованием муниципального района в муниципальный округ.

## История
Речкинский сельский совет рабочих, крестьянских и красноармейских депутатов образован в 1919 году в Усть-Суерской волости Курганского уезда.
Постановлениями ВЦИК от 3 и 12 ноября 1923 года в составе Курганского округа Уральской области РСФСР образован Белозерский район, который 17 января 1934 года включён в состав Челябинской области, а 6 февраля 1943 года в состав Курганской области.
1 февраля 1963 года Белозерский район упразднён, Речкинский сельский совет депутатов трудящихся включён в состав Каргапольского сельского района.
3 марта 1964 года Речкинский сельский совет депутатов трудящихся включён в состав Кетовского сельского района.
27 апреля 1964 года Речкинский сельский совет депутатов трудящихся упразднен, вошел в Памятинский сельский совет.
19 декабря 1973 года образован Речкинский сельсовет выделением из Памятинского сельсовета.
В октябре 1993 года в соответствии с Указом Президента № 1676 от 09 октября 1993 года Речкинский сельский совет народных депутатов реорганизован в Администрацию Речкинского сельсовета.
С 1 января 2004 года Администрация Речкинского сельсовета реорганизована в муниципальное учреждение Администрация Речкинского сельсовета на основании Устава муниципального образования Речкинского сельсовета.
С 1 января 2006 года муниципальное учреждение Речкинского сельсовета реорганизовано в Администрацию Речкинского сельсовета в соответствии с ФЗ № 131 от 06 октября  2003 года «Об общих принципах организации местного самоуправления в Российской Федерации».

## Население
| 1926 | 1989  | 2002  | 2004  | 2010 | 2012 | 2013 |
| ---- | ----- | ----- | ----- | ---- | ---- | ---- |
| 2468 | ↘1324 | ↘1228 | ↘1223 | ↘906 | ↘901 | ↘855 |
| 2014 | 2015  | 2016  | 2017  | 2018 | 2019 | 2020 |
| ↘818 | ↘811  | ↘802  | ↘776  | ↘767 | ↘749 | ↘738 |

## Состав сельского поселения
| № | Населённый пункт | Тип населённого пункта       | Население |
| - | ---------------- | ---------------------------- | --------- |
| 1 | Екимово          | деревня                      | ↘184      |
| 2 | Речкино          | село, административный центр | ↘147      |
| 3 | Скатова          | деревня                      | ↘5        |

## Местное самоуправление
Администрация сельсовета
641350, Курганская область, Белозерский район, с. Речкино, ул. Колхозная, 23.

## Руководители
- с декабря 1973 по июнь 1982 года — Белобородов Василий Федорович
- с июля 1982 по август 1984 года — Банникова Анастасия Леонтьевна
- с сентября 1984 по октябрь 1986 года — Голубцова Татьяна Александровна
- с ноября 1986 года по август 1990 года — Зяблов Виктор Алексеевич
- с сентября 1990 года по июль 1994 года — Лукин Иван Иванович
- с августа 1994 года по ноябрь 1996 года — Суслов Виктор Николаевич
- с декабря 1994 года по ноябрь 2004 года — Аристов Валерий Федорович
- с декабря 2004 года по ноябрь 2009 года — Устюгов Павел Михайлович
- с декабря 2009 года — Стенников Юрий Владимирович